# Marie-Laure Delie
Marie-Laure Delie est une footballeuse française, née le 29 janvier 1988 à Villiers-le-Bel dans une famille d'origine ivoirienne.
Évoluant au poste d'attaquante et réputée pour son efficacité, elle commence sa carrière professionnelle au CNFE Clairefontaine en 2005, après avoir été formée au FC Domont. Après la dissolution de celui-ci (CNFE Clairefontaine), elle signe au Paris Saint-Germain, où elle passe une saison avant de signer en 2009 avec le Montpellier Hérault Sport Club. Elle connait sa première sélection en équipe de France le 23 septembre 2009, face à la Croatie, et a marqué son premier but le 23 septembre 2009 face à cette même équipe.
Le  2 mars 2020 Marie-Laure annonce sa retraite.

## Biographie
Fait ses premiers pas de footballeuse dans le club de l'Olympique Viarmes-Asnières (OVA) dans le Val-d'Oise où elle sera la seule fille de l'équipe.
Elle évolue en défense centrale dans les catégories débutante, poussins et benjamins.

##### L'éclosion à Montpellier

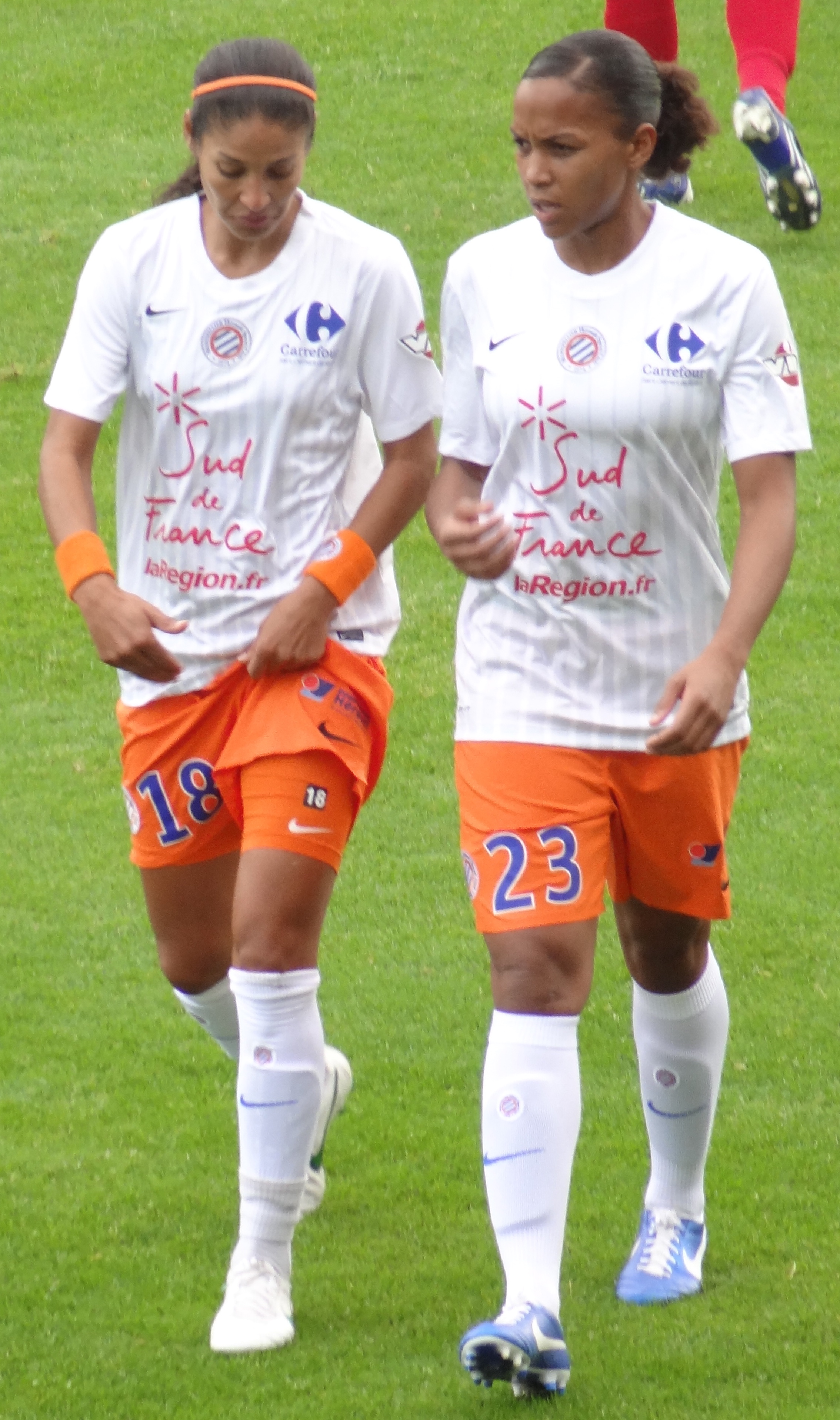
Hoda Lattaf et Marie-Laure Delie (à droite), sous les couleurs de Montpellier.

### Carrière de joueuse

#### Carrière en club

##### Retour au PSG
Marie-Laure Delie revient au Paris SG en 2013 où elle devient la meilleure buteuse de l'histoire du club.

##### Départ à Metz
L'attaquante rejoint le FC Metz à l'été 2018. En mai 2019, elle quitte le club après seulement une saison.

#### Carrière internationale
Marie-Laure Delie honore sa première sélection le 23 septembre 2009, et marque un but à la 45e minute pour la même occasion. Devenue une joueuse cadre de la formation de Bruno Bini, elle fera moins l'unanimité auprès de Corinne Diacre. Après 123 sélections et 65 buts, la joueuse met un terme à sa carrière en mars 2020.

## Statistiques et palmarès

### En équipe nationale
Marie-Laure Delie totalise 123 sélections avec l'équipe de France et a marqué 65 buts.
| Saison | Éliminatoire CM | Éliminatoire CM | Coupe du monde | Coupe du monde | Éliminatoire Euro | Éliminatoire Euro | Euro   | Euro | Jeux Olympiques | Jeux Olympiques | Algarve Cup | Algarve Cup | Cyprus Cup | Cyprus Cup | Amical | Amical | Total  | Total |
| Saison | Matchs          | Buts            | Matchs         | Buts           | Matchs            | Buts              | Matchs | Buts | Matchs          | Buts            | Matchs      | Buts        | Matchs     | Buts       | Matchs | Buts   | Matchs | Buts  |
| ------ | --------------- | --------------- | -------------- | -------------- | ----------------- | ----------------- | ------ | ---- | --------------- | --------------- | ----------- | ----------- | ---------- | ---------- | ------ | ------ | ------ | ----- |
| 2009   | 3               | 3               | -              | -              | -                 | -                 | -      | -    | -               | -               | -           | -           | -          | -          | -      | -      | 3      | 3     |
| 2010   | 7               | 6               | -              | -              | -                 | -                 | -      | -    | -               | -               | -           | -           | -          | -          | 3      | 1      | 10     | 7     |
| 2011   | -               | -               | 5              | 2              | 4                 | 3                 | -      | -    | -               | -               | -           | -           | 4          | 6          | 5      | 8      | 18     | 19    |
| 2012   | -               | -               | -              | -              | 4                 | 2                 | -      | -    | 6               | 2               | -           | -           | 4          | 3          | 7      | 6      | 21     | 13    |
| 2013   | 3               | 4               | -              | -              | -                 | -                 | 2      | 2    | -               | -               | -           | -           | -          | -          | 9      | 3      | 14     | 9     |
| 2014   | 5               | 5               | -              | -              | -                 | -                 | -      | -    | -               | -               | -           | -           | 4          | 1          | 5      | 0      | 14     | 6     |
| 2015   | -               | -               | 4              | 3              | 1                 | 1                 | -      | -    | -               | -               | 3           | 0           | -          | -          | 4      | 1      | 12     | 5     |
| Total  | 18              | 18              | 9              | 5              | 9                 | 6                 | 2      | 2    | 6               | 2               | 3           | 0           | 12         | 10         | 33     | 19     | 92     | 62    |

### En club
Joueuse titulaire quasiment indiscutable dès ses débuts au CNFE Clairefontaine puis au Paris-Saint-Germain où elle participe à la finale du Challenge de France 2008, elle s'impose rapidement au sein de l'effectif du Montpellier Hérault SC. Elle remporte d'ailleurs dès sa première saison le Challenge de France 2009 et finit vice-championne de Division 1 et participe en 2011 à sa troisième finale du Challenge de France. En 2012, elle participe à la finale de la Coupe de France, perdue face à l'Olympique lyonnais sur le score de deux buts à un.
| Saison                | Club                  | Championnat           | Championnat | Championnat | Coupe(s) nationale(s) | Coupe(s) nationale(s) | Compétition(s) continentale(s) | Compétition(s) continentale(s) | Compétition(s) continentale(s) | Total | Total |
| Saison                | Club                  | Division              | M.          | B.          | M.                    | B.                    | Comp.                          | M.                             | B.                             | M.    | B.    |
| 2005-2006             | CNFE Clairefontaine   | Division 1            | 16          | 5           | -                     | -                     | -                              | -                              | -                              | 16    | 5     |
| 2006-2007             | CNFE Clairefontaine   | Division 1            | 21          | 14          | -                     | -                     | -                              | -                              | -                              | 21    | 14    |
| Sous-total            | Sous-total            | Sous-total            | 37          | 19          | -                     | -                     | -                              | -                              | -                              | 37    | 19    |
| 2007-2008             | Paris Saint-Germain   | Division 1            | 22          | 16          | 5                     | 5                     | -                              | -                              | -                              | 27    | 21    |
| Sous-total            | Sous-total            | Sous-total            | 22          | 16          | 5                     | 5                     | -                              | -                              | -                              | 27    | 21    |
| 2008-2009             | Montpellier HSC       | Division 1            | 22          | 17          | 5                     | 2                     | -                              | -                              | -                              | 27    | 19    |
| 2009-2010             | Montpellier HSC       | Division 1            | 20          | 18          | 5                     | 6                     | C1                             | 9                              | 4                              | 34    | 28    |
| 2010-2011             | Montpellier HSC       | Division 1            | 22          | 14          | 4                     | 1                     | -                              | -                              | -                              | 26    | 15    |
| 2011-2012             | Montpellier HSC       | Division 1            | 19          | 12          | 5                     | 2                     | -                              | -                              | -                              | 24    | 14    |
| 2012-2013             | Montpellier HSC       | Division 1            | 21          | 15          | 5                     | 3                     | -                              | -                              | -                              | 26    | 18    |
| Sous-total            | Sous-total            | Sous-total            | 104         | 76          | 24                    | 14                    | -                              | 9                              | 4                              | 137   | 94    |
| 2013-2014             | Paris Saint-Germain   | Division 1            | 20          | 24          | 5                     | 8                     | C1                             | 2                              | 0                              | 27    | 32    |
| 2014-2015             | Paris Saint-Germain   | Division 1            | 17          | 15          | 3                     | 3                     | C1                             | 7                              | 3                              | 27    | 21    |
| 2015-2016             | Paris Saint-Germain   | Division 1            | 18          | 12          | 5                     | 6                     | C1                             | 5                              | 0                              | 28    | 18    |
| 2016-2017             | Paris Saint-Germain   | Division 1            | 19          | 16          | 5                     | 9                     | C1                             | 7                              | 3                              | 31    | 28    |
| 2017-2018             | Paris Saint-Germain   | Division 1            | 21          | 10          | 5                     | 4                     | -                              | -                              | -                              | 26    | 14    |
| Sous-total            | Sous-total            | Sous-total            | 95          | 77          | 23                    | 30                    | -                              | 21                             | 6                              | 139   | 113   |
| 2018-2019             | FC Metz               | Division 1            | 22          | 3           | 2                     | 1                     | -                              | -                              | -                              | 24    | 4     |
| Sous-total            | Sous-total            | Sous-total            | 22          | 3           | 2                     | 1                     | -                              | -                              | -                              | 24    | 4     |
| 2019-2020             | Madrid CFF            | Primera División      | 8           | 1           | 0                     | 0                     | -                              | -                              | -                              | 8     | 1     |
| Sous-total            | Sous-total            | Sous-total            | 8           | 1           | 0                     | 0                     | -                              | -                              | -                              | 8     | 1     |
| Total sur la carrière | Total sur la carrière | Total sur la carrière | 288         | 192         | 54                    | 50                    | -                              | 30                             | 10                             | 372   | 252   |

## Palmarès
Avec le Montpellier HSC 
- Coupe de France (1)
  - Vainqueur : 2009.
  - Finaliste : 2010, 2011 et 2012.

Avec le Paris-Saint-Germain 
- Championnat de France
  - Vice-championne : 2014, 2015, 2016 et 2018.
- Coupe de France (1)
  - Vainqueur : 2018.
  - Finaliste : 2014 et 2017.
- Ligue des champions féminine de l'UEFA
  - Finaliste : 2015 et 2017.